# Otočić Budikovac Mali
Otočić Budikovac Mali är en ö i Kroatien.   Den ligger i länet Dalmatien, i den södra delen av landet, 300 km söder om huvudstaden Zagreb.